# Axel Heide
Axel Heide (født 19. marts 1861 i Haderslev, død 3. oktober 1915 i København) var en dansk advokat, erhvervsmand og konferensråd. Han var omkring 1900 en af de mest centrale skikkelser i det københavnske erhvervsliv.
Heide blev student 1879 fra Haderslev Læreres Skole, cand.jur. 1885 og derefter fuldmægtig på Frederiksberg Birk.
Han efterfulgte 1. januar 1897 C.F. Tietgen som direktør i Privatbanken, blev dog kun 2. direktør ved siden af Julius Larsen som 1. direktør, og han var mægler ved Septemberforliget i 1899. Han var ligeledes med i bestyrelsen i ØK.
Han blev hårdt ramt under bank- og boligkrisen i 1908, der opstod på grund af en overproduktion af lejligheder på blandt andet Islands Brygge i København.
Fra 1902 til 1910 ejede Axel Heide Kokkedal Slot, som han overtog fra sin svigerfar, konsul Frederik H. Block.
Han var engageret i den sønderjyske sag, og 1901 skænkede han mindesmærket Modersmålet i Skibelund Krat og ejede herregården Søgård ved Kliplev. Han måtte i 1910 på grund af økonomiske problemer sælge også den, men for at bevare den på danske hænder overtog Villars Lunn den. Også i 1901 bekostede han en statue af Absalon til København.
I 1902 dannede han et friskolebørneasyl på Brobergsgade på Christianshavn, som i 1938 blev lavet om til en integreret institution. Brobergsgades fritidshjem & fritidsklub er dermed en af Københavns Kommunes ældste integrerede institutioner.
Heide blev Ridder af Dannebrog i 1898 og Dannebrogsmand 1904 og modtog Fortjenstmedaljen i guld 1899.
Han er begravet på Vestre Kirkegård.
Ved hans død i 1915 blev en vej på Københavns Sojakagefabrik område på Islands Brygge opkaldt efter ham. Omkring vejen ligger nu området Havnestaden. Ligeledes blev en vej i Kokkedal i 2007 navngivet efter ham.